# О’Рурк, Ифе Мари
Ифе Мари О’Рурк (ирл. и англ. Aoife Marie O'Rourke; род. 2 июля 1997, Каслрей, Коннахт) — ирландская боксёрша. Чемпионка Европейских игр (2023), двукратная чемпионка Европы (2019, 2024) в любителях, серебряный призё чемпионата мира 2025 года.

## Любительская карьера
На чемпионате мира 2018 года, который проходил в Индии, в категории до 75 кг она уступила в поединке второго круга спортсменке из Уэльса Лоурен Прайс.
Принимала участие в Европейских играх, которые проходили в июне 2019 года в Минске. Уступила в четвертьфинале валлийской спортсменке Лоурен Прайс.
На Чемпионате Европы по боксу в Испании в 2019 году в весовой категории до 75 кг она сумела добраться до финального поединка, в котором победила соперницу из Польши Эльжбету Вуйцик и стала чемпионкой Европы.